# 特奥多尔·哈比希特

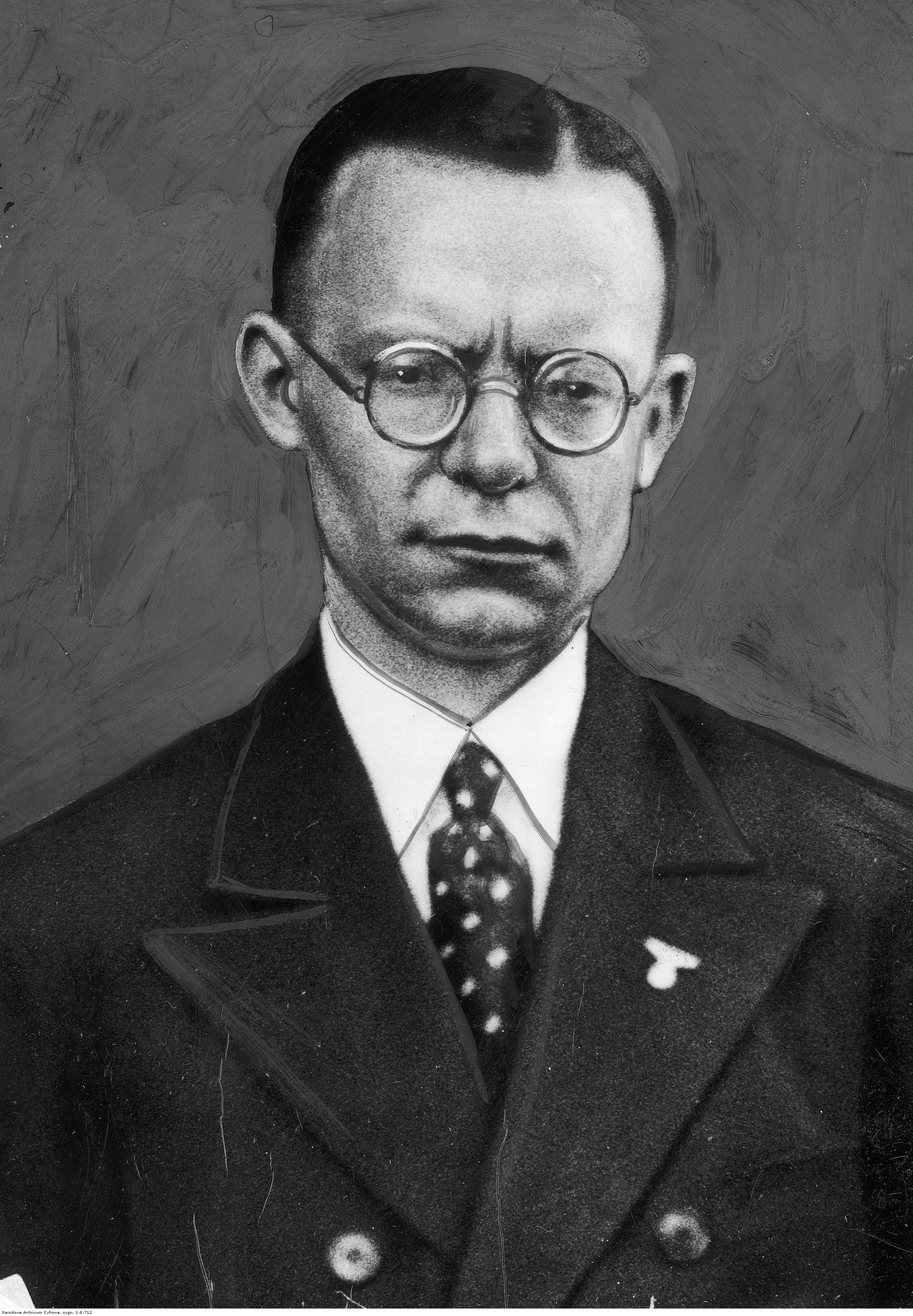
特奥多尔·哈比希特

特奥多尔·哈比希特（Theodor Habicht，1898年4月4日—1944年1月31日）是一位纳粹德国政客，曾是奥地利纳粹主義政黨领导人。二战期间，他曾参与管理德占挪威的事务，后被希特勒解职。他后来加入德意志国防军，于1944年在东线战场（蘇德戰爭）上的涅韋爾阵亡。